# Erik Lagercrantz (död 1656)
Erik Jonsson Lagercrantz, död 1656 i Livland, var en svensk militär.

## Biografi
Erik Lagercrantz var son till Jon Olofsson. Han var från 1625 till 1626 fänrik vid Närkes och Värmlands regemente, 1630 löjtnant och 1633 kapten. Lagercrantz slutade vid regementet 1643 och blev senare kapten vid Första Vidborska regementet. Han adlades 24 november 1647 till Lagercrantz och fick 10 augusti 1648 Padoga gods i Ingermanland av sin morbror, guvernören Anders Hästehufvud. Lagercrantz introducerades 1652 i Sveriges Riddarhus som nummer 412 och fick 28 oktober 1650 donation på hemman i Sääminge socken i Finland. Uppförde 1651 säteriet Lagerholm på ön Loikansaari. Lagercrantz avled 1656 i Livland.

### Egendom
Lagercrantz ägde Sjöberg i Björsäters socken.

### Familj
Lagercrantz gifte sig före 1653 med Barbara von Strassburg (död omkring 1669), dotter till ryttmästaren Joakim von Strassburg och Margareta Nassokin. De fick tillsammans dottern Brita Elisabet Lagercrantz som var gift med kaptenen Bengt Uggla. Efter Lagercrantz  död gifte von Strassburg om sig med översten Göran Pistolekors.